# Tamajón
Tamajón község Spanyolországban, Guadalajara tartományban. Tamajón Cogolludo, La Mierla, Retiendas, Valdesotos, Campillo de Ranas, Valverde de los Arroyos, La Huerce, El Ordial, Semillas és Arbancón községekkel határos. Lakosainak száma 154 fő (2024).

## Népesség
A település népessége az utóbbi években az alábbiak szerint változott:
| Lakosok száma | 223  | 216  | 205  | 189  | 184  | 159  | 131  | 126  | 146  | 154  |
|               | 2001 | 2004 | 2006 | 2009 | 2011 | 2014 | 2016 | 2019 | 2021 | 2024 |